# Kose Kanaoka
Kose Kanaoda (巨勢 金岡 (Cự Thế Kim Cương) 802?—897?), tên thật là Kose no Kanaoka, là một họa sĩ trong Nhật Bản ở thế kỉ 9, đồng thời cũng là họa sĩ ở cung đình Heian (Kyoto).

## Tác phẩm
Kose Kanaoka là một người khởi xướng phong cách nghệ thuật của nhà Đường ở Trung Quốc. Mặc dù rất ít tác phẩm của ông còn tồn tại, nhưng ông vẫn được biết đến là người đã vẽ những bức tranh phong cảnh và chân dung và ông cũng thành lập lên Trường Nghệ thuật Kose, được đặt theo tên của ông. Ông đã tạo ra sự chuyển màu theo tông đầu tiên và là tượng Phật đầu tiên theo phong cách phác họa.